# ایزوبوتیرامید
ایزوبوتیرامید (به انگلیسی: Isobutyramide) یک ترکیب شیمیایی با شناسه پاب‌کم ۶۸۴۲۴ است. 